# Berti Vogts
Hans-Hubert „Berti” Vogts (ur. 30 grudnia 1946 w Büttgen, Nadrenia Północna-Westfalia) – niemiecki piłkarz i trener piłkarski.
W latach 70. był jednym z najlepszych obrońców w RFN; wraz z Franzem Beckenbauerem i Paulem Breitnerem tworzył linię defensywy w drużynie narodowej tego kraju, która w 1974 roku zdobyła mistrzostwo świata.
Po zakończeniu piłkarskiej kariery rozpoczął pracę szkoleniową. Od 1990 do 1998 roku był selekcjonerem reprezentacji Niemiec. Doprowadził ją do mistrzostwa (w 1996) i wicemistrzostwa Europy (w 1992 roku). Później bez sukcesów prowadził Bayer 04 Leverkusen oraz kadry Kuwejtu, Szkocji i Nigerii. W latach 2008–2014 był trenerem reprezentacji Azerbejdżanu.

## Kariera piłkarska
Od dwudziestego roku życia przez kolejnych piętnaście lat związany był z Borussią Mönchengladbach. Na prawej obronie klubu z Nadrenii Północnej-Westfalii rozegrał blisko 500 meczów. Był kapitanem i jedną z kluczowych postaci drużyny, która w połowie lat 70. czterokrotnie zdobyła mistrzostwo RFN, dwukrotnie Puchar UEFA i raz dotarła do finału Pucharu Mistrzów, w którym przegrała 1:3 z Liverpoolem. Dzięki pracowitości, zaangażowaniu i bezpardonowemu stylowi gry dorobił się przezwiska „Der Terrier”.
Z Franzem Beckenbauerem tworzył efektywny duet obrońców w reprezentacji RFN. W jej barwach zagrał 96 meczów. W 1974 roku zwyciężył z nią w mistrzostwach świata, a dwa lata wcześniej został mistrzem Europy. W 20 spotkaniach był kapitanem drużyny narodowej.
Sportową karierę zakończył w czerwcu 1979 roku z powodu skomplikowanego złamania nogi. Miał wówczas 33 lata.

## Sukcesy piłkarskie
- mistrzostwo RFN 1971, 1975, 1976 i 1977, Puchar RFN 1973, Puchar UEFA 1975 i 1979, finał Pucharu Mistrzów 1977 z Borussią Mönchengladbach

W reprezentacji RFN od 1967 do 1978 roku rozegrał 96 meczów i strzelił 1 gola – mistrzostwo świata 1974, mistrzostwo Europy 1972, oraz wicemistrzostwo w 1976 oraz starty w Mundialach 1970 (brązowy medal) i 1978 (II runda).
W Bundeslidze rozegrał 419 meczów i strzelił 32 gole.

## Kariera szkoleniowa
Po zakończeniu piłkarskiej kariery związał się z Niemieckim Związkiem Piłki Nożnej. Najpierw przez siedem lat prowadził juniorskie i młodzieżowe reprezentacje RFN, a, kiedy po Mundialu 1986 nowym trenerem kadry mianowano Franza Beckenbauera, został jego asystentem. Wspólnie w 1990 roku zdobyli mistrzostwo świata.
Po włoskim Mundialu Beckenbauer podał się do dymisji i misję prowadzenia połączonej reprezentacji RFN i NRD powierzył Vogtsowi. W 1992 roku na boiskach Szwecji faworyzowani Niemcy przegrali w finale mistrzostw Europy z Danią. Cztery lata później na tym samym etapie rozgrywek nie dali się ograć Czechom i dzięki bramce zdobytej w dogrywce zwyciężyli 2:1. Vogts w czasie Euro 1996 wykorzystał umiejętności i doświadczenie starszych zawodników (średnia wieku niemieckiej ekipy wynosiła 30 lat), na czele z bramkarzem Andreasem Köpkem, stoperem Matthiasem Sammerem, który pod koniec 1996 roku otrzymał Złotą Piłkę dla najlepszego piłkarza grającego na Starym Kontynencie, pomocnikami Thomasem Häßlerem, Christianem Ziege i Dieterem Eiltsem oraz napastnikiem Jürgenem Klinsmannem. Odkryciem Vogtsa okazał się Oliver Bierhoff, który w ostatnim meczu imprezy zdobył dwie decydujące o zwycięstwie bramki. Natomiast Niemcy pod wodzą Vogtsa zawodzili na Mistrzostwach Świata. Na Mundialu 1994, gdzie bronili tytułu mistrzowskiego odpadli już w ćwierćfinale przegrywając z rewelacją tych mistrzostw Bułgarią 1:2. Po tym mundialu kibice i dziennikarze domagali się jego zwolnienia. Zarzucali mu złe przygotowanie drużyny do turnieju i nieumiejętność wprowadzenia do niej dyscypliny (incydent z udziałem Stefana Effenberga). Przed Mundialem 1998 selekcjoner nie zdecydował się jednak na odmłodzenie mistrzowskiej drużyny i w efekcie Niemcy odpadli drugi raz z rzędu w ćwierćfinale po przegranej tym razem 0:3 z również rewelacyjną Chorwacją. Po turnieju dziennikarze zarzucili mu, że hołduje zbyt defensywnemu stylowi gry oraz że jest przywiązany do nazwisk zawodników, a nie do ich aktualnej formy (np. jeden z faworytów trenera Köpke, dwa lata wcześniej okrzyczany najlepszym bramkarzem Europy, został uznany za jednego z głównych winowajców przedwczesnego odpadnięcia Niemców z Mundialu). W spotkaniu z Jugosławią przepuścił piłkę pod brzuchem, a przeciw Chorwatom zawinił przy utracie dwu goli. Ponadto zarzucono selekcjonerowi niedostrzeżenie słabszej formy bocznych pomocników, Jörga Heinricha (29, Borussia Dortmund) i Christiana Ziege (28, A.C. Milan). A największa fala surowej krytyki spadła szczególnie po spotkaniu ze znacznie niżej notowaną Chorwacją, kiedy w drugiej połowie zamiast wzmocnić drugą linię, wprowadził na boisko trzeciego i czwartego napastnika (33-letniego Ulfa Kirstena i młodszego o rok Olafa Marschalla). Lecz po dwukrotnych odpadnięciach w ćwierćfinale za trenerem dwukrotnie wstawiał się Egidius Braun, ówczesny szef krajowej federacji. Vogtsa zdymisjonowano we wrześniu 1998 roku po towarzyskim turnieju na Malcie, po tym jak zarzucano mu zbytnie przywiązanie do defensywy, brak polotu i złe przygotowanie fizyczne. Bilans jego ośmioletniej pracy z kadrą: 102 mecze – 67 zwycięstw, 23 remisy i 12 porażek.
Do pracy szkoleniowej powrócił dopiero w październiku 2000 roku. Do końca sezonu 2000-01 prowadził Bayer 04 Leverkusen, z którym zajął czwarte miejsce w lidze, premiowane startem w eliminacjach do Ligi Mistrzów. Tuż po zakończeniu rozgrywek trenerowi podziękowano za współpracę i na jego miejsce zatrudniono Klausa Toppmöllera.
Później przez pół roku pracował z reprezentacją Kuwejtu. Nie zdołał z nią awansować do Mundialu 2002 i otrzymał wymówienie.
Od 2002 do 2004 roku jako pierwszy obcokrajowiec w historii był selekcjonerem reprezentacji Szkocji. Dwuipółletnia kadencja Niemca oceniana jest powszechnie bardzo krytycznie, zdaniem szkockich dziennikarzy trener przyczynił się do pogłębienia kryzysu piłkarskiego w tym kraju. Szkoci prowadzeni przez Vogtsa zwycięstwo odnieśli dopiero w siódmym meczu, w sumie na 30 spotkań wygrali tylko 8 (6 remisów i 16 porażek, bramki 26-49). Mimo remisu z Wyspami Owczymi i przegranej z Litwą udało im się awansować do barażów Euro 2004, w których ulegli Holandii (1:0 i 0:6). Większość komentatorów podkreślała jednak, że drugie miejsce w grupie eliminacyjnej zawdzięczali przede wszystkim słabym rywalom (Litwa, Wyspy Owcze i Islandia). Po zdobyciu tylko dwóch punktów w trzech meczach kwalifikacji do Mundialu 2006 w październiku 2004 roku Niemiec został zmieniony przez Waltera Smitha.
W lutym 2006 roku rzecznik prasowy DFB Harald Stenger poinformował, że Vogts na czas Mundialu 2006 będzie „współpracownikiem” selekcjonera Jürgena Klinsmanna. Nie sprecyzował jednak jaką rolę będzie pełnił przy drużynie narodowej. Po mistrzostwach Klinsmann złożył dymisję, a Vogts wyraził gotowość poprowadzenia reprezentacji Polski. Jednak PZPN postawił na Holendra Leo Beenhakkera.
W styczniu 2007 roku po prawie trzech latach przerwy Vogts powrócił do pracy szkoleniowej. Został selekcjonerem reprezentacji Nigerii. Jednak rok później jego podopieczni odpadli już w ćwierćfinale Pucharu Narodów Afryki; po licznych zarzutach o brak zrozumienia afrykańskiego stylu gry w lutym 2008 trener złożył dymisję.
Niedługo później otrzymał propozycję pracy z reprezentacją Azerbejdżanu. Chociaż nie odniósł z nią sportowych sukcesów (piąte miejsce w grupie eliminacyjnej do Mundialu 2010), to niektórzy obserwatorzy podkreślali, że jego największą zasługą jest dogłębne zreformowanie piłki azerskiej, co miało przełożyć się na lepsze wyniki klubów. Zaznaczano, że Vogts otrzymał ogromne kompetencje i wpływ nie tylko na reprezentację seniorską, ale także młodzieżową oraz drużyny klubowe.

## Statystyki kariery

### Klubowe
| Klub                     | Sezon             | Ligowe            | Ligowe | Ligowe | Pucharowe | Pucharowe | Kontynentalne | Kontynentalne | Łącznie | Łącznie |
| Klub                     | Sezon             | Liga              | Mecze  | Gole   | Mecze     | Gole      | Mecze         | Gole          | Mecze   | Gole    |
| ------------------------ | ----------------- | ----------------- | ------ | ------ | --------- | --------- | ------------- | ------------- | ------- | ------- |
| Borussia Mönchengladbach | 1965-66           | Bundesliga        | 34     | 0      | 2         | 0         | —             | —             | 36      | 0       |
| Borussia Mönchengladbach | 1966-67           | Bundesliga        | 34     | 1      | 1         | 0         | —             | —             | 35      | 1       |
| Borussia Mönchengladbach | 1967-68           | Bundesliga        | 34     | 6      | 3         | 0         | —             | —             | 37      | 6       |
| Borussia Mönchengladbach | 1968-69           | Bundesliga        | 34     | 8      | 2         | 0         | —             | —             | 36      | 8       |
| Borussia Mönchengladbach | 1969–70           | Bundesliga        | 34     | 5      | 3         | 1         | —             | —             | 37      | 6       |
| Borussia Mönchengladbach | 1970–71           | Bundesliga        | 34     | 1      | 4         | 0         | 4             | 2             | 42      | 3       |
| Borussia Mönchengladbach | 1971–72           | Bundesliga        | 19     | 1      | 2         | 0         | 4             | 0             | 25      | 1       |
| Borussia Mönchengladbach | 1972-73           | Bundesliga        | 34     | 3      | 9         | 0         | 12            | 2             | 55      | 5       |
| Borussia Mönchengladbach | 1973-74           | Bundesliga        | 27     | 3      | 3         | 0         | 7             | 1             | 37      | 4       |
| Borussia Mönchengladbach | 1974-75           | Bundesliga        | 34     | 0      | 2         | 0         | 12            | 2             | 48      | 2       |
| Borussia Mönchengladbach | 1975-76           | Bundesliga        | 34     | 1      | 4         | 1         | 6             | 0             | 44      | 2       |
| Borussia Mönchengladbach | 1976-77           | Bundesliga        | 27     | 1      | 1         | 0         | 9             | 1             | 37      | 2       |
| Borussia Mönchengladbach | 1977-78           | Bundesliga        | 34     | 2      | 5         | 0         | 8             | 0             | 47      | 2       |
| Borussia Mönchengladbach | 1978-79           | Bundesliga        | 6      | 0      | 1         | 0         | 3             | 0             | 10      | 0       |
| Całkowita kariera        | Całkowita kariera | Całkowita kariera | 419    | 32     | 42        | 2         | 65            | 8             | 526     | 42      |

## Statystyki trenerskie
Na dzień 17 października 2014 r.
| Zespół           | Od                  | Do                   | Statystyki | Statystyki | Statystyki | Statystyki | Statystyki |
| Zespół           | Od                  | Do                   | M          | Z          | R          | P          | Z %        |
| ---------------- | ------------------- | -------------------- | ---------- | ---------- | ---------- | ---------- | ---------- |
| Niemcy           | 9 sierpnia 1990     | 7 września 1998      | 102        | 66         | 24         | 12         | 64,71      |
| Bayer Leverkusen | 14 listopada 2000   | 21 maja 2001         | 25         | 11         | 3          | 11         | 44,00      |
| Kuwejt           | 12 sierpnia 2001    | 28 lutego 2002 r.    | 11         | 2          | 6          | 3          | 18,18      |
| Szkocja          | 1 marca 2002 r.     | 2 listopada 2004     | 31         | 8          | 7          | 16         | 25,81      |
| Nigeria          | 15 stycznia 2007 r. | 20 lutego 2008       | 15         | 7          | 3          | 5          | 46,67      |
| Azerbejdżan      | 1 kwietnia 2008     | 17 października 2014 | 71         | 15         | 22         | 34         | 21,13      |
| Łącznie          | Łącznie             | Łącznie              | 255        | 109        | 65         | 81         | 42,75      |

## Sukcesy

### Piłkarz
Borussia Mönchengladbach
- Puchar UEFA (ob. Liga Europy): 1974-75, 1978-79
- Bundesliga: 1969-70, 1970-71, 1974-75, 1975-76, 1976-77
- DFB-Pokal (Puchar Niemiec): 1972-73

Reprezentacja RFN
- Mistrzostwa Świata: 1974
- Mistrzostwa Europy: 1972

Nagrody Indywidualne
- Drużyna gwiazd Mistrzostw Świata: 1974, 1978
- Piłkarz Roku (RFN): 1971, 1979

- Nagroda magazynu "kicker": Drużyna sezonu Bundesligi: 1965–66, 1967–68, 1968–69, 1969–70, 1970–71, 1972–73, 1974–75, 1975–76, 1976–77

### Trener
Reprezentacja Niemiec
- Mistrzostwa Europy: 1996

Nagrody Indywidualne
- World Soccer Magazine Światowy Menedżer Roku: 1996

1. ↑  Dziennik: Nowy trener kadry musi być pracowity (Dostęp 14 maja 2011)